# 알렉산드르 시르쇼프 (펜싱 선수)
알렉산드르 세르게예비치 시르쇼프(러시아어: Алекса́ндр Серге́евич Ширшо́в, 1972년 8월 25일~)는 소련과 러시아의 전직 펜싱 선수로 주 종목은 사브르이다. 1992년 하계 올림픽에서 남자 사브르 단체전 금메달을 획득했으며 세계 선수권 대회에서 금메달 1개, 은메달 3개를 획득했다.